# Тый (река)
Тый (Тэй) — река на острове Сахалин.
Впадает в Татарский пролив, протекает по территории Холмского городского округа Сахалинской области.
Длина реки — 12 км. Площадь водосборного бассейна составляет 32,8 км². Общее направление течения с востока на запад. В долине реки расположен VII микрорайон гор. Холмск (Поляково). В низовьях реки земляной плотиной высотой 18 м в 1920-е годы было заполнено Тайное водохранилище.

## Данные водного реестра
По данным государственного водного реестра России относится к Амурскому бассейновому округу.
Код объекта в государственном водном реестре — 20050000212118300007110.